# Madeleine Leijonhufvud
Tyra Madeleine Leijonhufvud, tidigare Löfmarck, född Frick den 2 juli 1942 i Norrköping, död 3 juni 2018 i Solna distrikt, var en svensk jurist och professor i straffrätt. Hon var känd som en flitig deltagare i samhällsdebatten.

## Biografi
Efter juris kandidatexamen följd av tingstjänstgöring 1964–1965 arbetade hon vid länsåklagarmyndigheten i Jönköping 1965–1966. Hon inledde sedan sin forskarutbildning, blev juris licentiat 1971 samt disputerade samma år vid Lunds universitet för juris doktorsgrad på en avhandling om urkundsförfalskning.
Hon blev 1971 extraordinarie docent i straffrätt i Lund och hade sedan 1972–1978 samma tjänst vid Stockholms universitet. Från sistnämnda år hade hon en forskartjänst vid Humanistisk-samhällsvetenskapliga forskningsrådet. Från 1984 var hon professor i straffrätt vid Stockholms universitet. I sin forskning har hon främst arbetat med ekonomisk brottslighet men också med sexualbrott och våldsbrott.
Leijonhuvud hade betydelsefulla administrativa uppdag av universitets- och forskningsadministrativ art. Under åren 1988–1995 var hon prorektor vid Stockholms universiet och med tjänstledighet från professuren var hon  2001–2004 biträdande generaldirektör vid det då nybildade Vetenskapsrådet. Under åren 1995–2001 var hon ordförande för fackförbundet Jusek.
Hennes forskning rörde främst ekonomisk brottslighet, som borgenärs-, förfalsknings-, insider-, trolöshets- och korruptionsbrott. Hon forskade även om sexual- och våldsbrott. 
Leijonhufvud deltog i flera av Statens Offentliga Utredningar och var ledamot av Statens ansvarsnämnd samt av Sveriges Advokatsamfunds disciplinnämnd. Hon var vice ordförande i etiknämnden vid Institutet mot mutor.

## Uppmärksammade insatser
Under Leijonhufvuds tid som ordförande för Jusek uppstod en kontrovers när förbundet beslöt att man inte skulle företräda en av sina medlemmar, Kenneth Sandberg, i Arbetsdomstolen vid en konflikt om en uppsägning. Orsaken till uppsägningen var att Sandberg fått en omfattande massmedial uppmärksamhet som ordförande för föreningen "Folkviljan och Massinvandringen" våren 1997 samt kandiderade till riksdagen för Sverigedemokraterna. Enligt Leijonhufvud hade det varit absurt av Jusek att försvara Sandbergs rätt att arbeta på Invandrarverket när han aktivt verkar för att människor, inklusive många Jusekmedlemmar, ska utvisas ur Sverige på grund av sitt etniska ursprung. Detta beslut fick kritik av juris professor Gunvor Wallin, som menade att Jusek bröt sitt med Kenneth Sandberg ingångna avtal. Förbundsstyrelsen var dock enhällig då beslutet fattades. Sandberg kom senare att vinna målet mot Invandrarverket och tilldömdes skadestånd samt att Invandrarverket bekostade Sandbergs rättegångskostnader.
Leijonhufvud väckte även uppmärksamhet genom olika debattinlägg i dagspress och television; hon deltog i utredningar som ville förbjuda all form av pornografi genom att låta koppleriansvar gälla även vid framställning av pornografi och anordnande av pornografisk föreställning. Hon var motståndare till samkönad adoption. Hon kritiserade den dåvarande justitiekanslern Göran Lambertz för dennes utspel om att det finns oskyldigt dömda i svenska fängelser. Hon kritiserade dessutom ateism-förespråkare som Richard Dawkins och Christer Sturmark. Vidare framförde hon åsikten att det skall vara straffbart för föräldrar att dricka sig "fulla" inför sina barn.
I samband med det uppmärksammade mangamålet mot Simon Lundström (2010–2012) ansåg Leijonhufvud att lagen behövde ändras, så att fiktiva bilder av barn, till exempel teckningar, inte skulle kunna vara straffbara.

## Madeleine Leijonhufvud-priset
Föreningen Fatta, som grundades 2013 och arbetar mot sexuellt våld, framhöll Madeleine Leijonhufvud som en förebild. År 2016 instiftade de Madeleine Leijonhufvud-priset tillsammans med henne själv. Föreningen beskriver priset så här:
"Priset går till en person som har gjort viktiga insatser för att få politiker, rättsväsendet och andra att inse vad sexuellt våld innebär för den som utsetts. En person som bidrar till att skapa ett samhälle där varje människas rätt till sin kroppsliga integritet respekteras."

### Mottagare
- 2016 - Lotti Helström för sitt arbete som docent och överläkare vid Akutmottagningen för våldtagna vid Södersjukhuset i Stockholm.
- 2017 - Katarina Wennstam, för sitt författarskap om flickor utsatta för sexualbrott.[19]
- 2018 - Nina Rung, för sitt opinionsbildande arbete.[20]
- 2019 - Gabriella Kärnekull Wolfe [21]
- 2020 - Amie Bramme Sey & Fanna Ndow Norrby [22]

## Familj
Madeleine Leijonhufvud var dotter till direktör Carl Axel Frick och hans maka gymnastikdirektör Maj Frick, född Pålmark. Hon är mor till tre barn i sitt första äktenskap. Från 1992 fram till sin död var hon gift med journalisten och författaren Sigfrid Leijonhufvud.
Madeleine Leijonhufvud är begravd på Solna kyrkogård.

## Utmärkelser
- 2000 – H M Konungens medalj i 8:e storleken, Serafimerordens band[24]
- 2007 – Norée Annika, red (2007). Festskrift till Madeleine Leijonhufvud (1. uppl.). Stockholm: Norstedts juridik. Libris 10437319. ISBN 9789139109303